# Castillo de Adzaneta

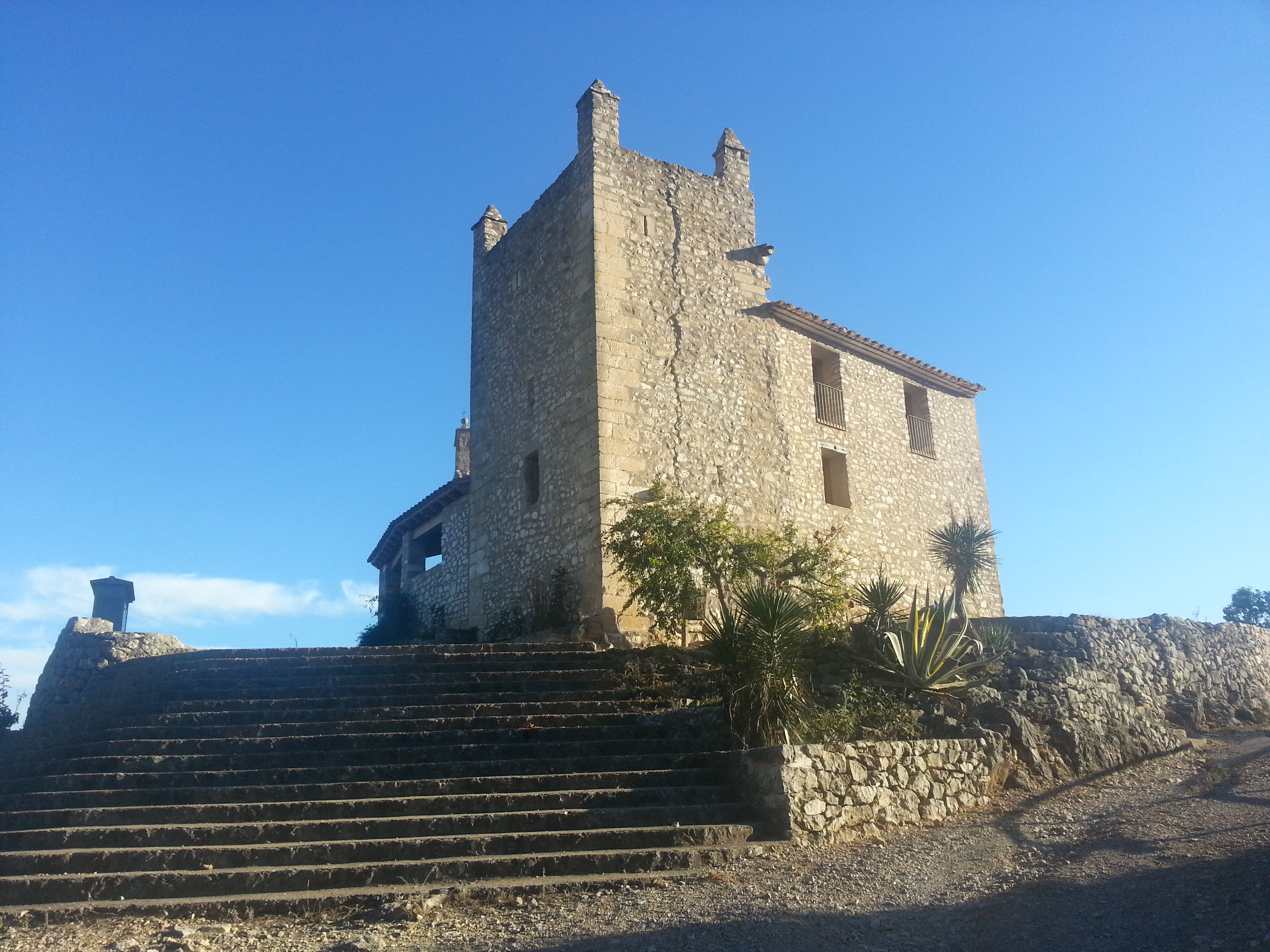
Vista del castillo.

El castillo de Atzeneta (también conocido como el Castellar o el Castell), se ubica en el municipio de Atzeneta del Maestrat, de la provincia de Castellón (España). Es un monumento catalogado, por declaración genérica, como Bien de Interés Cultural, según obra en la Dirección General de Patrimonio Artístico de la Generalidad Valenciana, con anotación ministerial: R-I-51-0010972, y fecha de anotación 28 de enero de 2003.
Se encuentra ubicado a 3 km de la población, a unos 500 metros de altitud, en la partida llamada de les Foies, próximo al término de Lucena del Cid y del barranco de la Pallisera, que humedece la zona.

## Descripción
Del castillo se conserva sólo la torre del Homenaje, la cual es un Torreón construido en estilo gótico, que presenta planta cuadrada, con hospedería y portadas con arcos de medio punto. En el interior pueden contemplarse algunos lienzos de valor, como el de la Inmaculada (pintura al óleo bajo lienzo datado 1689),  arcos apuntados, la escalera e incluso un horno de la época de su construcción. Existe también un retablo del siglo XVIII en honor a San Juan Bautista, que en la actualidad se encuentra ubicado en el archivo parroquial. Los materiales utilizados en la construcción son sillares, sillarejo y mampostería.  Además, el conjunto posee  también una ermita, construida posteriormente, alrededor del siglo XIV,  que está dedicada a los patrones de la población: la Virgen de la Esperanza y los santos Fabián y San Sebastián. Esta ermita tenía un reloj de sol en una de sus esquinas del que actualmente solo queda una pequeña parte, al tiempo, sobre la entrada de la ermita, se puede observar un escudo eclesiástico.

## Historia
Se trata de un antiguo castillo que  estuvo integrado en la demarcación territorial del Castillo de Culla. Cuando el rey Jaime I de Aragón reconquistó la zona, lo utiliza  junto con el castillo de les Coves para cambiarlo por Morella. Pasó de este modo a los dominios de Blasco de Alagón. A lo largo de su historia para por herencia a Constanza de Alagón y Guillem de Anglesola, que estaban casado, pasando a ser propiedad de su  hija Mergelina de Anglesola, casada con un Queralt y Cervelló, Señores de Santa Coloma de Querals. Un descendiente de Mergelina, Pere de Queralt, vendió el Castellar al Maestre de Montesa el año 1387.
Este castillo es nombrado en la Crónica de Viciana donde se dice: "En Adzeneta solia haver castillo y por tiempo se arroyno. En el cual los de la villa edificaron una yglesia e aquella dedicaron a nuestra señora de Sperança y a Sant Sebastián".
Se utilizaba para cerrar y proteger los pasos del collado de Atzeneta, el cual era considerado como el principal acceso a la población desde las sierras de Lucena y los barrancos llamados de “Les Torrocelles” y “Mas d’Avall”.